# Евал

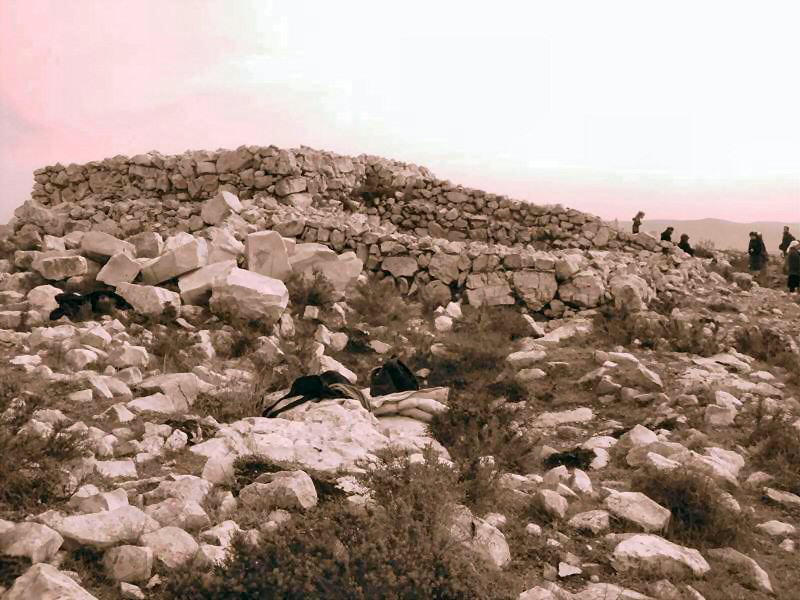
Жертовник на горі Евал

32°14′02″ пн. ш. 35°16′24″ сх. д. / 32.234° пн. ш. 35.2733° сх. д.
Евал (араб. جبل عيبال Jabal ‘Aybāl; івр. הר עיבל Har ‘Eival) — одна з двох гір біля міста Наблус (біблійний Сихем) на Західному березі річки Йордан. Гора Евал утворює північну частину долини у якій розташувалося місто Наблус, а південна частина долини утворена горою Гарізім. Гора Евал висотою 940 м  - найвища гора у Західному березі річки Йордан і вища за гору Гарізім на 60 м. Гора Евал займає площу бл. 17 км2, основною породою гори є вапняк та схили гори пронизані численними печерами, а на північній основі гори знаходиться багато поховань.

## Біблія
На горі Евал (чи Гарізім) за наказом Мойсея був влаштований ізраїльтянами жертовник з цілісних каменів, на яких були висічені 10 заповідей Господніх. Обидві гори знаходилися на території коліна Єфремового і розділялися долиною, на якій згодом був збудований Шхем.
У біблійні часи гора спочатку перебувала в наділі коліна Єфрема. Разом з горою Гарізім, Евал була призначена  Мойсеєм для щорічного читання Закону при всенародному зібранні. Тут, шість колін Ізраїлю: Рувима, Гадове, Асирове, Завулона, Дана і Нефталіма — мали проклинати порушників, тоді як на протилежній горі — Гарізім інші шість колін: Симеоново, Йосифа, Юди, Леві, Іссахара, Вениямина повинні були благословляти виконавців Закону. Ковчег Заповіту оточений священиками і Левитами, знаходився при цьому обряді мабуть між двома горами.